# International Christian Fellowship
|  | Dieser Artikel wurde aufgrund von akuten inhaltlichen oder formalen Mängeln auf der Qualitätssicherungsseite des Portals Christentum eingetragen. Bitte hilf mit, die Mängel dieses Artikels zu beseitigen, und beteilige dich bitte an der Diskussion. |

ICF (phonetisch ['aɪsiːɛf], für International Christian Fellowship), auch „ICF Church“ genannt, ist eine 1996 entstandene und in mehreren Ländern tätige, interdenominationell und überkonfessionell ausgerichtete christliche Freikirche, die zur neocharismatischen Bewegung gezählt wird. Die Freikirche orientiert sich eher an einem jüngeren Publikum unter anderem durch Anwendung moderner Techniken und Vermittlungsmethoden.

## Verbreitung
Die Dachorganisation ICF Movement fördert Gemeindegründungen über ihre Strukturen in der Schweiz, Deutschland und international.
So existierten im April 2015 in der Schweiz zehn ICF-Gemeinden, in Deutschland elf, sechs im übrigen europäischen Ausland und zwei in weiteren Ländern, wobei einige Gemeinden als sogenannte Multisite-Church fungieren, d. h. eine Gemeinde, die sich an mehreren Standorten trifft. 2016 gab es 51 ICF-Kirchen in ganz Europa mit geschätzten 12.000 bis 15.000 Besuchern pro Woche. Bis zum Mai 2017 war die Zahl der ICF-Kirchen weltweit auf 60 angewachsen und Leo Bigger kündigte bei der Vorstellung der Vision Sunday ICF 2.0 die Gründung einer Reihe weiterer ICF-Kirchen im Jahr 2017 an.
| Schweiz - Basel - Basel (Basel-Breite) - Baselland (Sissach) - Bern - Bern (Länggasse-Felsenau) - Thun - Biel - Interlaken - Oberwallis - Chur - Chur (Chur West) - Davos - Buchs/Werdenberg - Mittelland - Oftringen - Langenthal - Solothurn - Romandie - Lausanne - Genève - Bulle - Neuchâtel (Peseux) - Zentralschweiz - Zug (Cham) - Luzern (Kriens) - Schwyz - Schaffhausen (Neuhausen am Rheinfall) - St. Gallen - Zürich - Zürich (Dübendorf-Stettbach) - Rapperswil (Mai 2007 gegründet) - Winterthur (September 2008 gegründet) - Zürcher Oberland (Wetzikon) - Brugg (2012 gegründet) - Frauenfeld (2013 gegründet) | Deutschland - Augsburg - Balingen - Berlin und Brandenburg - Berlin-Tempelhof - Grünheide - Bielefeld - Bretten (Kraichgau) - Dortmund - Essen - Rhein-Main - Frankfurt - Wetzlar - Darmstadt - Freiburg - Friedrichshafen - Hamburg - Heilbronn - Lörrach - Karlsruhe - Ludwigsburg - Mannheim - München - Freising - Passau - Nürnberg - Paderborn - Reutlingen - Singen - Tuttlingen - Villingen-Schwenningen - Walldorf - Wetzlar | International - in Österreich: - Salzburg - Vorarlberg (in Dornbirn) - Wien - Innsbruck - Klagenfurt - in Tschechien: - Prag - Brno - Plzeň - in den Niederlanden: - Leiden - Amsterdam - Rotterdam - Utrecht - in Albanien: - Tirana - Fier - in Israel: Tel Aviv - in Kroatien: Rijeka - in Polen: Bydgoszcz - in der Ukraine: Kiew - in Kambodscha: - Siem Reap - Kampong Som - in Brasilien: Rio de Janeiro |

Mehrere Gemeindegründungen des ICF wurden zwischenzeitlich wieder aufgelöst, u. a. in Deutschland (Berlin-Friedrichshain, Bonn, Braunschweig, Coburg und Lippe), Niederlande (Zaanstad), Norwegen (Trondheim), Österreich (Bregenz), Schweiz (Aarau, Baden, Thurgau und Zofingen) und Vereinigtes Königreich (London).
Das ICF beschäftigt in der Ursprungsgemeinde in Zürich 60 hauptamtliche Mitarbeiter (der Personalaufwand für 2015 macht 52 Prozent des Budgets aus). Damit werden in einer celebration (Gottesdienst) 2015 in allen sechs Locations (Versammlungsorte) nach eigenen Angaben wöchentlich 3.200 Besucher erreicht.

## Lehre und Kultur
Die ICF-Bewegung sieht sich als neocharismatische Bewegung, weil sie sich in theologischen Grundsatzfragen nicht zwischen evangelikalem und charismatischem Gedankengut festlegen will.
Als Fundament der Lehre gilt die Bibel, zudem orientiert sich das ICF am apostolischen Glaubensbekenntnis und der Lausanner Verpflichtung. Daher ist die Bewegung lehrmäßig nahe bei den anderen evangelischen Kirchen und Freikirchen einzuordnen und grenzt sich selbst von sektiererischen Strömungen ab. In den lokalen Kirchen gibt es keine einheitliche theologische Prägung, die einzelnen Gemeinden sind unterschiedlich stark evangelikal und charismatisch geprägt. Die Bibelauslegung entspricht der evangelikalen Tradition, auch in sexualethischen Fragen wie vorehelichem Geschlechtsverkehr nimmt das ICF eine konservative Position ein. Das ICF München beschreibt Sexualität als wertvollen Teil der menschlichen Identität – mit Ehe zwischen Mann und Frau als vorgesehenem Rahmen für gelebte Intimität. Aus dieser Perspektive wird Homosexualität nicht als Teil des biblischen Ideals verstanden. Das ICF Zürich vertritt eine konservative theologische Position, während andere Standorte, wie beispielsweise das ICF Karlsruhe, eine liberalere Ausrichtung zeigen. Da die theologische Unverbindlichkeit innerhalb des ICF Movements in der breiten Öffentlichkeit wenig bekannt ist, werden häufig die Positionen des ICF Zürich auf die gesamte Bewegung übertragen. Dies hat in einigen Fällen bereits zu internen Konflikten geführt.
Zentraler Aspekt der Lehre ist laut ICF, Menschen in eine persönliche und wachsende Beziehung mit Jesus Christus zu führen, so dass er wie ein anwesender, ganz persönlicher Freund ist, mit dem man andauernd kommuniziert.
Das ICF Movement hat als gemeinsamen Nenner eine Vision entwickelt, nach der sich die einzelnen ICF-Kirchen ausrichten:
- Wir träumen von einer Kirche, die am Puls der Zeit steht
- Hier finden Menschen eine persönliche Beziehung zu Jesus Christus
- In dieser Kirche erleben Menschen echte Liebe und Gemeinschaft
- Begabungen werden entdeckt und gefördert
- Die Kirche, von der wir träumen, ist leidenschaftlich, wächst ständig und hat positive Auswirkungen auf unsere Gesellschaft

2018 formulierte der Theologe Manuel Schmid fünf Merkmale der ICF-Kultur:
- Progressiv – Kultur der Zukunftserwartung (Träume haben, Visionen verwirklichen durch den Glauben in die Kraft des Evangeliums und in die Liebe Gottes)
- Passioniert – Kultur der Leidenschaft (Leidenschaft ist anziehend, gerade auch weil Gott seine Kirche nicht aufgegeben hat)
- Partizipativ – Kultur der Bevollmächtigung (neue Gefäße dienen der Beteiligung, dem Zutrauen, der Multiplikation und der Ideenverwirklichung der Personen, welche sich der Gemeinde zugehörig fühlen)
- Pragmatisch – Kultur der Fehlertoleranz (Menschen fordern und fördern, Experimentieren heißt Lernerfahrungen machen und Fehlertoleranz soll zu besseren Resultaten führen)
- Persönlich – Kultur der Lebensnähe (Menschen kommen und identifizieren sich mit erfolgreichen und authentischen, kämpfenden und verletzlichen Leitern)

## Gottesdienst und Praxis

### Gottesdienste

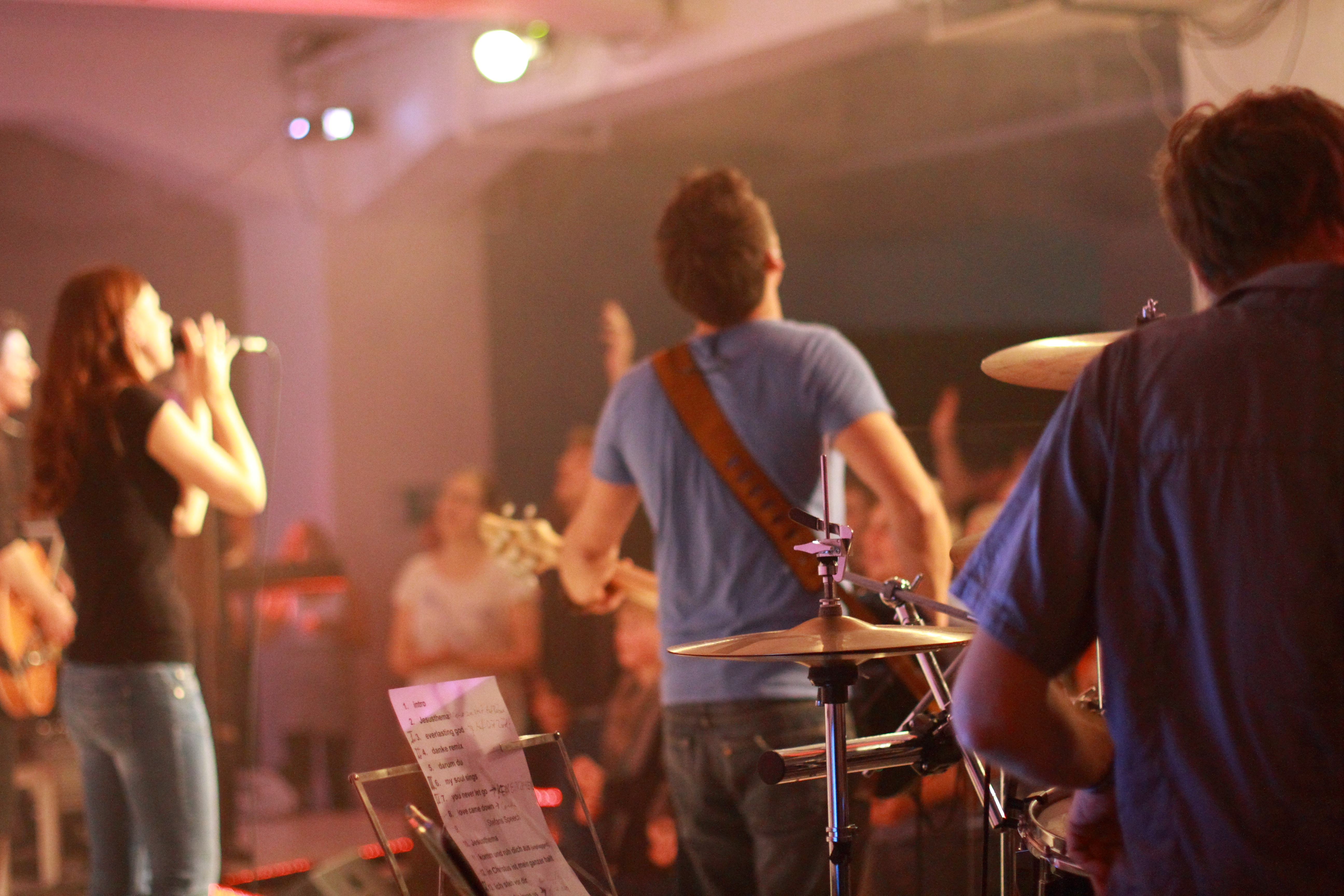
ICF-Gottesdienst in Berlin

Die Gottesdienste werden im ICF Celebrations genannt. Vor allem hier soll das Motto am Puls der Zeit sichtbar werden. Beliebt sind Predigtserien, in denen ein bestimmtes Thema in mehreren aufeinander folgenden Wochen in den Gottesdiensten und in Smallgroups genannten Gesprächskreisen behandelt wird. Die Predigten (von der ICF Messages genannt) sind sehr um Anschaulichkeit bemüht, und ein erklärtes Ziel der ICF Movement ist es, dass die Predigten von den Gläubigen umgesetzt werden können; sie rufen also die Gottesdienstbesucher auf, umzudenken und konkret zu handeln.
Moderne Musik im Stil von Rock, Pop, House, Dance oder Soul ist Teil jedes Gottesdienstes. Die gesamte Feier und darin vor allem der Anbetungsteil ähnelt den Gottesdiensten der Hillsong Church oder anderen attraktionalen Gemeinden. Hierbei spielt moderne Veranstaltungstechnik eine auffällige Rolle, und alle ICF-Gemeinden gestalten ihre Gottesdienste mit ähnlichen modernen Mitteln wie Videoclips, Interviews und kurzen Theaterstücken. Musikstücke entstehen zum Teil aus dem ICF selbst, vielfach aber werden andere Bands beliehen, das heißt die Rechte für die entsprechenden Songs gekauft und diese dann mit den kircheneigenen Bands gespielt.
Auffällig ist ein massiver und konsequenter Gebrauch von Anglizismen wie z. B. Celebration für Gottesdienst, Message für Predigt, Worship für Lobpreismusik.
Außer den Gottesdiensten bietet das ICF Kurse an, etwa über Glaubensgrundlagen, persönliche Begabungen, den Umgang mit Geld oder Leiterschaftsausbildung.

### Smallgroups
Seit 2002 gibt es im ICF ein Kleingruppen-Modell (Smallgroups genannt), wie es auch in den meisten anderen christlichen Kirchen zu finden ist (dort traditionell bekannt als Hauskreis). Diese Gruppen sollen durch persönlichen Austausch den Glauben festigen und vertiefen und die Gemeinschaft untereinander fördern. Die Gestaltung der meist wöchentlichen oder zweiwöchentlichen Treffen ist den Gruppenmitgliedern überlassen; einige legen vor allem Wert auf geistlichen Austausch, andere auf den Aspekt der Gemeinschaft.
Anfangs wurde im Rahmen der Kleingruppen in einigen ICFs das aus Kolumbien stammende sogenannte G12 eingeführt, ein System, bei dem der G12-Leiter seine Teilnehmer wiederum zu G12-Leitern ausbildet. Das Konzept wurde jedoch aufgrund der starken Bindung an die G12-Leiter kritisiert, und es wurden dem ICF dadurch sektiererische Strukturen vorgeworfen. So wurde G12 schon bald wieder abgeschafft und darauf verzichtet.

### ICF College
In Zürich, München, Mannheim, Berlin und Karlsruhe wird im sogenannten ICF-College eine Laienausbildung in den Basisfächern „Bible Challenge“ (Bibelstudium), „Leadership Challenge“ (Leitungsgrundlagen) und „Life Challenge“ (Selbst- und Sozialkompetenz) sowie in Vertiefungsfächern eine theologische Ausbildung angeboten, die sich an Bibelschulen orientiert.

### ICF Worship
Unter dem Namen ICF Worship produziert die Freikirche ICF Zürich sowie das ICF Movement Worship Musik. Die Songs kommen aus der lokalen Kirche und haben als Ziel, "Menschen in die Gegenwart Gottes zu führen". Seit Anfang 2013 arbeitet ICF Worship eng mit Integrity Music (UK/USA) zusammen. Integrity Music publiziert und verwaltet die ICF Worship Songs weltweit und unterstützt ICF Worship bei der Verbreitung der Songs in den Kirchen weltweit. Seit 1996 wurden mehr als 20 CDs produziert und mehrere Konzert- und Musicaltourneen durchgeführt.

### ICF TV
Seit August 2010 werden halbstündige Aufzeichnungen von Predigten, die der ICF-Pastor Leo Bigger in Zürich gehalten hat, über das Fernsehen verbreitet. Die Sendungen können über die eigene Website von ICF TV und über Ausstrahlungen diverser Sender angesehen werden (Rhein-Main TV, Das Vierte, Super RTL und andere).

## Organisation: Aufbau, Führung und Finanzierung

### Corporate Identity
Das ICF hat seine Corporate Identity, das ist sein Leitbild und seine einheitliche und verbindliche Selbstdarstellung, in sechs Schlagworten zusammengefasst:
- Am Puls der Zeit
- Vom Leben begeistert
- Gemeinschaft erleben
- Potential entfalten
- Das Beste geben
- Nichts ist unmöglich.

### Gemeindestruktur
Der Hauptsitz befindet sich in Zürich (sog. Mutterkirche). Die Schweizer ICF-Gemeinden sind als Non-Profit-Organisationen im Sinne eingetragener Vereine in den jeweiligen Handelsregistern der Kantone eingetragen, die deutschen ICFs sind gemeinnützige e.V und in Österreich ist das ICF Teil der Freikirchen Österreich und dadurch eine Körperschaft des öffentlichen Rechts.
Im Gegensatz zu den meisten anderen Freikirchen kennt das ICF Movement keine verbindliche Mitgliedschaft. Jeder Besucher darf selbst entscheiden, ob er sich als Teil der Kirche sieht oder nicht. Dementsprechend finden auch keine demokratischen Gemeindeversammlungen statt, bei denen über Entscheidungen abgestimmt wird, sondern Entscheidungen werden meist von einem Leitungsteam getroffen, das sich aus Schlüsselpersonen in der Kirche zusammensetzt. Dies macht die Kirchenstruktur etwas hierarchischer, doch auch dynamischer, da Veränderungsprozesse schneller eingeleitet werden können. Die Struktur der ICF-Kirchen ist eine Mischform zwischen presbyterianischen und episkopalen Elementen und ist nicht überall gleich.
Das Gemeindeleben selbst wird hauptsächlich durch ehrenamtliche Mitarbeiter gestaltet. Ziel sei es, dass jeder nach seinen Begabungen eingesetzt werde und durch seine Mitarbeit aufblühe. Nach Aussage von ICF ist die Mitarbeit freiwillig, es werde kein Druck ausgeübt.

### Finanzierung
Die ICF-Gemeinden werden nicht staatlich, sondern durch Spenden finanziert, deshalb wird in ICF-Veranstaltungen regelmäßig um Spenden gebeten. Als theologische Begründung wird wie von den meisten Freikirchen auf die Abgabe an den jüdischen Tempel verwiesen, die in der Bibel als Pflicht der Gläubigen angeführt wird. Das ICF stellt es Gottesdienstbesuchern jedoch ausdrücklich frei zu entscheiden, ob sie in der Lage und willens sind, etwas zu spenden; eine Spendenpflicht gibt es nicht.
Das ICF betont, die Finanzen transparent zu halten, und bekundet verschiedentlich die Bereitschaft, über seine Ausgaben Auskunft zu geben. Den Spendern werde einmal oder mehrmals im Jahr ein Finanzbericht gegeben, aus dem die einzelnen Einnahmen, Spenden und Ausgaben ersichtlich seien. So erfahre jeder Spender, was mit seinem Geld geschieht. Etwa 10 Prozent des Geldes werden karitativ eingesetzt.
An finanziellen Entscheidungen beteiligt ist in der Regel eine Gruppe, die aus dem lokalen Hauptpastor (der vom ICF „Senior Pastor“ genannt wird) und den örtlichen Diakonen (die „Ministryleiter“ genannt werden) besteht.

## Geschichte
Der Schweizer Heinz W. Strupler, Gärtner und Gemeindegründer, der bereits in der Newlife-Bewegung, der Schweizer Version der Jesus-People, ab Ende der 1960er Jahre eine wichtige Rolle spielte, organisierte am 19. August 1990 einen überkonfessionellen Lobpreis-Gottesdienst in der St.-Anna-Kapelle der Evangelischen Gesellschaft Zürich. Es wurden 380 Personen gezählt. Die junge Gemeinde ließ sich später in der alten Börse in Zürich nieder.
Aus der ICF heraus entstanden 1990 das Institut für Gemeindebau und Weltmission sowie 1992 verschiedene christliche Gemeinden, so die Evangelische Gemeinde Glockenhof (später Limmatgemeinde genannt), die English Church of Zurich und die Assemblée Chrétienne de Zurich.
1993 zog die Gemeinde für kurze Zeit in den Glockenhof, dann für ein paar Monate in das Bahnhofs-Einkaufszentrum Shopville um. 1994 übergab Heinz W. Strupler Leo Bigger die Leitung des ICF. Ab diesem Jahr fanden die ICF-Gottesdienste im Hotel Limmathaus statt.
1996 gründeten Leo Bigger und weitere den Verein ICF Church, der 1999 in icf-zürich umbenannt wurde. Schon damals war ihr erklärtes Ziel, eine internationale Bewegung zu werden.
1997 zog die ICF Church vom Hotel Limmathaus in die alte Börse am Paradeplatz in Zürich um. 1998 diversifizierte die Bewegung ihre Gottesdienste, um verschiedene Altersgruppen ansprechen zu können: Groundzero- (13 bis 15 Jahre), Youthplanet- (16 bis 19 Jahre) und seit 2002 gibt es den Zwänzger-Gottesdienst (20 bis 25 Jahre). Seit wenigen Jahren gibt es zudem den GenX-Gottesdienst für über 25-Jährige (GenX steht für Generation X).
1999 wurden in Basel und Bern, im Jahr 2000 in Nürnberg neue ICF-Gemeinden gegründet.
2002 wurden im ICF Hausbibelkreise mit jeweils zwölf Personen nach dem Vorbild einer kolumbianischen Gemeinde von César Castellanos in Bogotá gebildet. Dieses G12-Prinzip – die später als Smallgroups bezeichnet wurden – wurde später wieder fallengelassen. Im selben Jahr verlegte die Zürcher ICF-Gemeinde ihren Standort von der alten Börse in die Maag-Event-Hallen im Kreis 5 in Zürich mit 1900 Sitzplätzen.
2005 organisierte ICF Zürich den Kongress Leadership in Style mit den Gastreferenten Walter Heidenreich, Robert Schuller und Magnus Persson, den 1500 Teilnehmer besuchten. Im gleichen Jahr wird das Verlagshaus ICF Media GmbH gegründet.
2006 feierte die ICF-Bewegung ihr zehnjähriges Bestehen. Die Feier war mit einer Konferenz verbunden und wurde mit der Feier zu Christi Himmelfahrt zusammengelegt. Sie erhielt intern die Bezeichnung Big10 (ausgesprochen Big Ten in Anlehnung an Big Ben). Etwa 3500 Personen besuchten den Anlass mit verschiedenen Gastreferenten und der britischen Band delirious? im Eishockeystadion Kolping Arena in Kloten. Im selben Jahr wurde die sozialdiakonische Stiftung Acts gegründet.
2008 eröffnete ICF in Rapperswil und Winterthur zwei neue Standorte unter dem Motto: One Church – Three Locations. Ebenso wurde das ICF College mit wöchentlichen theologischen Vorlesungen gestartet.
2010 wurden erstmals ICF-Gottesdienste auf zwei Privat-Fernsehkanälen, Star TV und Das Vierte, übertragen. Im selben Jahr wurden die ICF-Filialen Winterthur, Rapperswil und Wetzikon organisatorisch in das ICF Zürich eingegliedert unter dem Motto: One Church – Four Locations.
2011 wurden Biggers Predigten auch auf dem deutschen Sender Main TV und Austria 9 ausgestrahlt. Ebenso fand die Feier zum 15-Jahr-Jubiläum im Hallenstadion Zürich statt. Dieses Mal hieß der Event The Big 15 und wurde von etwa 7.000 Menschen besucht. Durch das hohe Interesse auch seitens der Medien wurde der Event kritisiert, als Beispiel sei der Tages-Anzeiger erwähnt. Die ICF Band veröffentlichte das Album Take a Stand, der Titelsong eroberte Platz eins auf den Schweizer iTunes-Charts.
Von Anfang 2012 bis April 2013 war die ICF Zürich im Güterbahnhof lokalisiert, danach wechselte es in die nur wenige Meter entfernte Maaghalle.
Seit 2017 hält das ICF Zürich seine Gottesdienste in der Mehrzweckhalle „The Hall“ im Dübendorfer Stadtteil Stettbach ab. Die Kosten für den Umbau der fest gemieteten Räumlichkeiten sind mit 4,9 Mio. Franken veranschlagt und werden mit Spenden finanziert.

## Verbindungen zu anderen Kirchen
Das ICF gehört keiner ökumenischen Organisation an. Sie ist folglich auch nicht Mitglied der ACK (Arbeitsgemeinschaft Christlicher Kirchen). Viele Leiter von ICFs beteiligen sich an Aktionen der Evangelischen Allianz. Es gibt Gemeindebeteiligungen an überkonfessionellen Aktionen:
- Karlsruhe ist im Netzwerk Forum Christlicher Leiter Karlsruhe vertreten. Steffen Beck, Pastor des ICF Karlsruhe, ist auch aktuell der Vorsitzende der Evangelischen Allianz Karlsruhe und einer der Erstunterzeichner der deutschlandweiten Aktion Zeit zum Aufstehen.[61][62]
- Die meisten deutschen ICFs wie München, Augsburg, Singen etc. sind Mitglieder der Evangelischen Allianz.[63][64]
- Nürnberg unterstützte 2006 das ökumenische Fest für Fußballfreunde, ist in Kontakt mit der Evangelischen Allianz und LUX, einem Jugendkirchenprojekt der evangelischen Kirche.[65]
- In der Schweiz sind neun lokale ICF-Gemeinden Mitglied bei der zuständigen Lokal- oder Regional-Sektion der Schweizerischen Evangelischen Allianz.[66]
- Mittelland beteiligt sich mit der reformierten Landeskirche und diversen Freikirchen an der Gebetswoche der Evangelischen Allianz.
- In Österreich sind alle existierenden ICF-Gemeinden Teil des Gemeindebundes Freie Christengemeinde – Pfingstgemeinde und somit Mitglieder der Freikirchen in Österreich (FKÖ). Dadurch sind sie in Österreich staatlich als Körperschaft des öffentlichen Rechts anerkannt.

Das ICF wurde im September 2019 als Mitglied in den Verband Evangelischer Freikirchen und Gemeinden in der Schweiz aufgenommen. Im Juni 2021 trat das ICF aus dem Dachverband wieder aus und begründete dies mit der Notwendigkeit, sich auf die eigene Arbeit konzentrieren zu wollen.

## Kontroversen
Früher stand das ICF wegen des inzwischen aufgegebenen Hauskreis-Prinzips „G12“ in der Kritik, weil dies als Schneeballsystem galt. Am häufigsten kritisiert wird das ICF wegen des Fehlens demokratischer Elemente und seiner fundamentalistischen Ausrichtung.

### Kritik
Der Zürcher Journalist und Sekten-Experte Hugo Stamm bezeichnete das ICF als eine charismatische Freikirche mit sektiererischen Tendenzen, betont allerdings, dass es keine Sekte sei. Die Fachstelle infosekta fasst die Entfremdung von Familie und Freunden, großen psychischen Stress bei Zweifeln und einen problematischen Umgang mit psychischen Grenzsituationen als mögliche Probleme für Personen, die sich der Gemeinde zugehörig fühlen auf.
Der Journalist und evangelische Theologe Fritz Imhof kritisierte Infosekta für die potentiell irreführende Entscheidung, „eine christliche Jugendkirche in einer statistischen Tabelle neben der Scientology und dem VPM“ zu platzieren. Auch bemängelte er, dass Infosekta sich bei der Bewertung des ICF hauptsächlich auf Aussagen ehemaliger Mitglieder stütze. Imhof gibt zu bedenken, dass „Aussteiger meist sehr scharf mit ihrer früheren geistigen Heimat ins Gericht gehen. Da ist oft viel Frustration, die in Form von Aggression und entsprechend harten Urteilen kompensiert wird. Aussteiger geben kein neutrales Bild ab.“

### Sicht von Landeskirchen und anderen Freikirchen
Einer der großen Vorwürfe von freikirchlicher Seite lautet: Das ICF zieht hauptsächlich junge Menschen aus anderen Kirchen an. Dies löste den Protest einiger Kirchen aus, die der Meinung sind, ICF werbe bisher bei ihnen engagierte Jugendliche ab. Die ICF Church bestreitet dies: Es gebe keine gezielte Abwerbung. Ein landeskirchlicher Pfarrer meint zu dieser Thematik jedoch: „Unser Gemeindeleben spricht die meisten Jugendlichen nicht mehr an. Mir ist es dann lieber, wenn sie in dieser oder einer anderen Freikirche aufgenommen werden, als den Kontakt ganz zu verlieren.“ Der reformierte Pfarrer David Brunner äußert sich zu ICF folgendermaßen: „Danke, ICF! Ihr weckt eine neue Leidenschaft in mir für Gottes Herrlichkeit. Ihr begeistert mich mit eurer Sehnsucht danach, nicht die Show, sondern Jesus in den Mittelpunkt zu stellen. Eure Art, Kirche zu leben, Mitarbeiter leidenschaftlich freizusetzen und euer Know-how nicht für euch zu behalten, sondern andere daran teilhaben zu lassen, ist alles andere als selbstverständlich in der kirchlichen Landschaft!“ So meint ICF-Geschäftsführer und Pressesprecher Nicolas Legler: „Es ist spürbar, dass Berührungsängste immer mehr wegfallen. Wir gehen zusammen und füreinander für das gleiche Ziel.“
2018 besuchte eine Gruppe von evangelisch-reformierten Theologen anlässlich einer Weiterbildungsveranstaltung das ICF in Zürich, um von der dynamischen Freikirche zu lernen. Der Theologe Manuel Schmid umschrieb dabei die ICF-Kultur mit den fünf Punkten progressiv, passioniert, partizipativ, pragmatisch und persönlich. Diese seien wesentlicher als die modernste Technik und die besten Celebrations.
Aus persönlichen Berichten ist bekannt, dass bei lokalen Neugründungen von ICF-Kirchen junge Besucher von traditionellen, örtlichen Christengemeinden zum neuen ICF wechseln. Ob dies das Ergebnis aktiver Abwerbung oder der automatische Sog der ICF-Kirche mit ihrer multimedial-modernen Aufmachung ist, ist ungeklärt. Der Pfarrer einer evangelischen Landeskirche meint dazu, dass die modernen Formen der Glaubenspraxis als Konkurrenz verurteilt werden könnten, aber auch eine Chance bieten, das eigene Gemeindeleben und die Gestaltung der Gottesdienste zu überdenken.

### Reaktionen des ICF
Das ICF wehrt sich gegen den Vorwurf, eine Sekte zu sein. Beispielsweise erklärte das ICF Zofingen in einer FAQ auf seiner früheren Website, eine wertneutrale Beurteilung gebe es nicht, wenn man entscheiden wolle, ob eine Gemeinschaft eine Sekte sei oder nicht, der Begriff sei daher grundsätzlich fragwürdig. Die von Sektenexperten benutzten Erkennungsmerkmale für Sekten hielt das ICF Zofingen für unzureichend und erklärte: „Wir glauben, dass nicht die Sektenmerkmale das primäre Beurteilungskriterium sein sollten, sondern die Auswirkungen, die eine Organisation auf einzelne Menschen und auf die Gesellschaft hat.“ Dass das ICF keine Sekte sei, erkenne man unter anderem daran, dass es keine Mitglieder gebe, niemand daran gehindert werde, die Gemeinschaft zu verlassen, und auch die Finanzen transparent seien.
Weiter wird zu den Anstoßpunkten Stellung bezogen: Das ICF behauptet von sich, dass die biblisch-konservative Ethik „alter Wein in neuen Schläuchen“ sei, das ICF vertrete somit die biblischen Prinzipien nach ihrer Auslegung konsequent und loyal. Es behauptet weiter, dass gerade die biblische Ethik in der Gesellschaft als konservativ und daher veraltet gelte, müsse kein Maßstab sein. Das ICF ist der Ansicht, dass die Homosexualität in der Bibel (vor allem in den Paulusbriefen des Neuen Testaments) als Sünde bezeichnet wird. ICF ist der Meinung, dass sie Homosexuelle nicht diskriminiere, da sie alle Menschen willkommen heiße. Dazu äußert sich das ICF weiter: Es verurteile die Sünde, nicht aber den Sünder. Für das ICF sei jede Sünde vor Gott gleich.